# 강남 (가수)
강남(본명: 나메까와 야스오, 1987년 3월 23일~)은 대한민국의 가수로 힙합 그룹 M.I.B의 일본인 멤버였다.
일본인 아버지와 한국인 어머니 사이에서 태어났으며, 과거 일본 국적이었으나 2022년 2월 26일자로 귀화시험에 합격하여 대한민국 국적을 가지게 되었다. 과거에는 일본의 밴드 KCB에서 YA-CHA (ヤーチャ) 라는 예명으로써 보컬리스트 활동했었다. 일본에서 태어났으며 중학교까지 졸업한 뒤, 고등학교에 입학할 무렵 하와이에서 5년 동안 유학을 시작하였고, 어렸을 때부터 한국인 친구들과 많이 어울려 한국어도 할 수 있으며, 한국에서 가수가 되기 위해 한국어를 독학하기도 하였다. 템플 대학교 도쿄 캠퍼스에서 커뮤니케이션을 전공하다 음악활동을 하기 위해 중퇴하였다.

## 학력
- 템플 대학교 커뮤니케이션학과 중퇴

## 음반
- 데뷔 디지털 싱글 《Say My Name》 - 2011년 10월 18일 발매
- 디지털 싱글 《어떡하죠》 - 2014년 12월 26일 발매
- 언프리티 랩스타 Track 3 《My Type (Prod. by 버벌 진트)》 - 2015년 2월 13일 발매 (참여)
- 강남 & 태진아 《전통시장》 - 2015년 3월 31일 발매
- tvN 드라마 《식샤를 합시다 2》 OST 《Delicious》 - 2015년 4월 7일 발매
- CHOCOLATE - 2015년 9월 10일 발매
- 일본 데뷔곡 《Ready to Fly》 - 2016년 5월 25일 발매
- 태진아 & 강남 《장지기장》 - 2018년 3월 17일 발매
- 정규앨범 《2018 강남 댁이나 잘하세요》 - 2018년 6월 15일 발매

## 출연

### 드라마 & 시트콤
- 2012년 tvN 시트콤 《21세기 가족》 - 일본인 유학생 역
- 2013년 SBS 수목드라마 《너의 목소리가 들려》 - 4885 날치기범 역 (특별 출연)
- 2013년 투니버스 《벼락맞은 문방구》 - M.I.B 인기 아이돌 멤버 (특별 출연)
- 2014년~2015년 SBS 수목드라마 《피노키오》 - 송차옥 특강 수강생 역 (특별 출연)
- 2018년 MBC 예능드라마 《대장금이 보고있다》 - 승아의 오빠 역 (특별 출연)

### 예능 & 음악 & 교양
- 2012년 ~ 2015년 KBS 《텔레비전 프로그램》
- 2015년 KBS 《대국민 토크쇼 안녕하세요》
- 2014년 ~ 2015년 MBC 《세바퀴》
- 2013년 ~ 2014년 Mnet 《JJANG》
- 2014년 JTBC 《썰전》
- 2014년 ~ 2015년 JTBC 《학교 다녀오겠습니다》
- 2014년 JTBC 《히든싱어》
- 2014년 MBC 《헬로! 이방인》
- 2014년 MBC 《나 혼자 산다》
- 2014년 JTBC 《속사정 쌀롱》
- 2014년 KBS 《출발드림팀 시즌 2》
- 2014년 ~ 2015년 SBS 《런닝맨》
- 2014년 JTBC 《냉장고를 부탁해》
- 2015년 KBS 《투명인간》
- 2015년 MBC 《애니멀즈》
- 2015년 JTBC 《비정상회담》
- 2015년 Mnet 《언프리티 랩스타》
- 2015년 Mnet 《야만TV》
- 2015년 KBS 《스타골든벨》
- 2015년 Mnet 《원나잇 스터디》
- 2015년 SBS 《정글의 법칙》
- 2015년 tvN 《수요미식회》
- 2015년 KBS 《후계자》
- 2015년 SBS 《동상이몽, 괜찮아 괜찮아》
- 2015년 O'live 《비법》
- 2015년 tvN 《할매네 로봇》
- 2015년 SBS 《자기야 - 백년손님》
- 2015년 MBC 《복면가왕》 - 음악신동 모자르트, 연예인 판정단
- 2016년 KBS 《청년 대한민국 잘부탁합니다》
- 2016년 KBS 《우리동네 예체능》
- 2016년 SBS 《정글의 법칙》
- 2016년 KBS 《불후의 명곡》
- 2016년 E채널 《GO독한 사제들》
- 2016년 채널A 《개밥 주는 남자》
- 2016년 SBS 《정글의 법칙》
- 2016년 Mnet 《너의 목소리가 보여》
- 2016년 Mnet 《판스틸러 - 국악의 역습》
- 2017년 MBC 《은밀하게 위대하게》
- 2017년 MBC 《로맨스의 아키타》
- 2017년 SBS 《정글의 법칙》
- 2017년 MBC 《오빠생각》
- 2017년 SBS 《DJ쇼 트라이앵글》
- 2017년 MBC 《황금어장 라디오스타》
- 2018년 KBS 《열린음악회》
- 2018년 MBC 《쇼! 음악중심》
- 2018년 SBS 《SBS 인기가요》
- 2018년 아이넷TV 《성인가요콘서트》 - 부산 기장 멸치축제 기념
- 2018년 KBS 《뮤직뱅크》
- 2018년 E채널 《태어나서 처음으로》
- 2018년 JTBC 《히트맨》
- 2018년 SBS 《정글의 법칙》
- 2018년 KBS 《아침마당》
- 2018년 MBC 《복면가왕》 - 안되나용~ 왜 나는 안되나용? 용과
- 2018년 MBC NET 《쇼! 성인가요베스트 2》
- 2018년 KBS 《전국노래자랑》 - 경북 의성 편
- 2018년 MBC 《휴먼다큐 사람이 좋다》
- 2018년 울산방송 《전국 톱 10 가요 쇼》 - 울산 솔마루길 콘서트
- 2018년 KBS 《불후의 명곡》
- 2018년 아이넷TV 《용평패밀리 발왕산 1458콘서트》
- 2018년 KBS 《전국노래자랑》 - 경북 영주 편
- 2018년 아이넷TV 《제18회 대한민국 창작 향토가요제》
- 2018년 KBS 《뮤직 토크쇼 가요 1번지》
- 2018년 KBS 《전국노래자랑》 - 충남 부여 편
- 2018년 아이넷TV 《가요사랑콘서트》 - 장흥 대한민국 통합의학박람회 기념
- 2018년 울산방송 《전국 톱 10 가요 쇼》 - 청주 청원 미래지 농촌테마공원
- 2018년 TV조선 《한집 살림》
- 2018년 울산방송 《전국 톱 10 가요 쇼》
- 2019년  JTBC 《한끼줍쇼》
- 2019년  KBS 《우리말 겨루기》
- 2019년 SBS 《동상이몽 2 - 너는 내 운명》
- 2019년 KBS 《옥탑방의 문제아들》
- 2020년, 2021년,2022년 JTBC 《아는 형님》출연
- 2020년 KBS 《퀴즈 위의 아이돌》 반 고정 출연
- 2020년, 2021년 SBS 《미운 우리새끼》게스트
- 2022년 MBC 《황금어장 라디오스타》게스트
- 2022년 유튜브 《겁도 없꾸라》게스트
- 2022년 유튜브 《라면꼰대3》게스트
- 2023년 tvN 《70억의 선택》게스트
- 2023년 KBS 《슈퍼맨이 돌아왔다》게스트
- 2024년 KBS 《옥탑방의 문제아들》게스트
- 2024년 유튜브 《감별사》게스트
- 2025년 유튜브 《달려라 석진》게스트

### 광고
- 2014년 ~ 2015년 "ABC마트"
- 2014년 현대약품 "마이녹실 S"
- 2015년 LF "헤지스 백팩"
- 2015년 목우촌 "또래오래"
- 2015년 해태음료 "써니텐 파인애플 플레이버"
- 2018년 MiscoNCT "파킹프렌즈"
- 2022년 동국제약 "치센"

## 수상
- 2014년 MBC 방송연예대상 뉴스타상
- 2014년 MBC 방송연예대상 베스트 팀워크 특별상 《나 혼자 산다》
- 2015년 대한민국 퍼스트브랜드 대상 인물부문 특별상
- 2016년 SBS 연예대상 남자 신인상 《정글의 법칙》
- 2018년 제2회 소리바다 베스트 케이뮤직 어워즈 신한류 트로트 루키상
- 2019년 SBS 연예대상 SNS 스타상 《동상이몽 2 - 너는 내 운명》 (with 이상화)